# Bâtiment de la Haute école à Belgrade
Le bâtiment de la Haute école (en serbe cyrillique : Зграда Велике школе ; en serbe latin : Zgrada Velike škole) est un édifice situé à Belgrade, la capitale de la Serbie, dans la municipalité urbaine de Stari grad. En raison de son importance architecturale, cet édifice, construit entre 1789 et 1804, figure sur la liste des monuments culturels protégés de la République de Serbie et sur la liste des biens culturels de la Ville de Belgrade.

## Présentation
Le bâtiment du lycée Jugović (la Haute école), situé 22 rue Gospodar Jevremova, a été construit entre 1789 et 1804. Il comprend deux édifices dotés d'un rez-de-chaussée ; celui donnant sur la cour a été bâti en 1789 et 1804 et celui donnant sur la rue a été édifié probablement en 1862. La maison sur cour est caractéristique d'un maison résidentielle turque et, à en juger d'après sa position actuelle, elle devait être entourée d'un jardin ; elle est constituée d'une structure en bois remplie par des briques ; elle possède un toit à deux pignons couvert de tuiles. Elle disposait d'une cave et d'un porche d'entrée.
Le 30 septembre 1808, devant les membres de l'Assemblée, Dositej Obradović prononça un discours pour l'ouverture de la Haute école, la première institution de cette sorte en Serbie. Assistaient à cette inaugration Jovan Savić, son premier professeur, également connu sous le nom d'Ivan Jugović (1772-1813) et, parmi les étudiants, se trouvaient Vuk Stefanović Karadžić et Lazar Arsenijević Batalaka, qui furent des chroniqueurs du Premier soulèvement serbe contre les Ottomans et qui laissèrent des témoignages à la propos de l'école et de son activité.
En 1809, la Haute école fut transférée dans le bâtiment du Lycée de Dositej et le bâtiment originel fut laissé à Ivan Jugović jusqu'à son départ de Serbie en 1813. Après l'échec du premier soulèvement en 1913, le bâtiment fut récupéré par les Turcs. En 1841, il fut acheté par Alexandre Karađorđević, sous le règne du prince Michel et il y vécut jusqu'en 1842, jusqu'à ce qu'il soit désigné comme prince de Serbie. Comme toutes les propriétés du prince, la maison fut vendue en 1869. Elle changea ensuite plusieurs fois de main mais conserva son usage résidentiel.
Le bâtiment doit en grande partie son importance du fait qu'elle est une rare résidence belgradoises datant du XVIIIe siècle.